# Ministère de l'Éducation, de la Science, de la Culture et du Sport (Haut-Karabagh)
Pour les articles homonymes, voir Ministère de l'Éducation, de la Science, de la Culture et du Sport.
Le ministère de l'Éducation, de la Science, de la Culture et du Sport (arménien : Կրթության, գիտության, մշակույթի և սպորտի նախարարություն ; russe : Министерство образования, науки, культуры и спорта) est un organe d'administration du Haut-Karabagh (république d'Artsakh).